# 7e cérémonie des César
La 7e cérémonie des César du cinéma - dite aussi Nuit des César -  récompensant les films sortis en 1981, s'est déroulée le 27 février 1982 à la salle Pleyel.
Elle fut présidée par Orson Welles et retransmise sur Antenne 2, présentée par  Pierre Tchernia.

## Présentateurs et intervenants
- Robert Enrico, président de l'Académie des arts et techniques du cinéma
- Orson Welles, président de la cérémonie
- Jean-Pierre Aumont, Thierry Le Luron, Jacques Martin, maîtres de cérémonie
- Nastassja Kinski, Yves Montand, pour le César de la meilleure actrice

## Palmarès

### César du meilleur film
- La Guerre du feu de Jean-Jacques Annaud
  - Coup de torchon de Bertrand Tavernier
  - Garde à vue de Claude Miller
  - Les Uns et les Autres de Claude Lelouch

### César du meilleur film étranger
- Elephant Man de David Lynch
  - Les Aventuriers de l'arche perdue (Raiders of the Lost Ark) de Steven Spielberg •  États-Unis
  - Le Faussaire de Volker Schlöndorff
  - L'Homme de fer de Andrzej Wajda

### César du meilleur acteur
- Michel Serrault pour Garde à vue
  - Patrick Dewaere pour Beau-père
  - Philippe Noiret pour Coup de torchon
  - Michel Piccoli pour Une étrange affaire

### César de la meilleure actrice
- Isabelle Adjani pour Possession
  - Fanny Ardant pour La Femme d'à côté
  - Catherine Deneuve pour Hôtel des Amériques
  - Isabelle Huppert pour Coup de torchon

### César du meilleur acteur dans un second rôle
- Guy Marchand pour Garde à vue
  - Jean-Pierre Marielle pour Coup de torchon
  - Eddy Mitchell pour Coup de torchon
  - Gérard Lanvin pour Une étrange affaire

### César de la meilleure actrice dans un second rôle
- Nathalie Baye pour Une étrange affaire
  - Stéphane Audran pour Coup de torchon
  - Sabine Haudepin pour Hôtel des Amériques
  - Véronique Silver pour La Femme d'à côté

### César du meilleur réalisateur
- Jean-Jacques Annaud pour La Guerre du feu
  - Claude Miller pour Garde à vue
  - Pierre Granier-Deferre pour Une étrange affaire
  - Bertrand Tavernier pour Coup de torchon

### César du meilleur scénario original ou adaptation
- Jean Herman, Michel Audiard et Claude Miller pour Garde à vue
  - Jean Aurenche et Bertrand Tavernier pour Coup de torchon
  - Gérard Brach pour La Guerre du feu
  - Christopher Frank, Pierre Granier-Deferre et Jean-Marc Roberts pour Une étrange affaire

### César de la meilleure première œuvre
- Diva de Jean-Jacques Beineix
  - Le Jardinier de Jean-Pierre Sentier
  - Neige de Jean-Henri Roger et Juliet Berto
  - Une affaire d'hommes de Nicolas Ribowski

### César de la meilleure musique
- Vladimir Cosma pour Diva
  - Michel Legrand et Francis Lai pour Les Uns et les Autres
  - Philippe Sarde pour La Guerre du feu
  - Ennio Morricone pour Le Professionnel

### César de la meilleure photographie
- Philippe Rousselot pour Diva
  - Claude Agostini pour La Guerre du feu
  - Bruno Nuytten pour Garde à vue
  - Jean Penzer pour Malevil

### César du meilleur décor
- Max Douy pour Malevil
  - Hilton McConnico pour Diva
  - Brian Morris pour La Guerre du feu
  - Alexandre Trauner pour Coup de torchon

### César du meilleur son
- Jean-Pierre Ruh pour Diva
  - Paul Lainé pour Garde à vue
  - Harald Maury pour Les Uns et les Autres
  - Pierre Gamet pour Malevil

### César du meilleur montage
- Albert Jurgenson pour Garde à vue
  - Hugues Darmois et Sophie Bhaud pour Les Uns et les Autres
  - Henri Lanoë pour Malevil
  - Armand Psenny pour Coup de torchon

### César du meilleur court-métrage d'animation
- La Tendresse du maudit de Jean-Manuel Costa
  - L'Échelle d'Alain Ughetto
  - Trois thèmes d'Alexis Alexeieff

### César du meilleur court-métrage de fiction
- Les Photos d'Alix de Jean Eustache
  - Cher Alexandre d'Anne Lemonier
  - Le Rat noir d'Amérique de Jérôme Enrico
  - The Subtil Concept de Gérard Krawczyk

### César du meilleur court-métrage documentaire
- Reporters de Raymond Depardon
  - Ci-gisent de Valérie Moncorgé
  - Solange Giraud née Tache de Simone Bitton

### César d'honneur
- Georges Dancigers, Alexandre Mnouchkine, Andrzej Wajda

### Hommage
- René Clair par Alain Decaux
- Jean Nény